# 富興站
富興站（韓語：부흥역）是朝鮮民主主義人民共和國平安南道顺川市的一個鐵路車站，属于直洞煤矿线。

## 邻近车站
直洞煤矿线
富山里站 - 富興站 - 直洞煤矿站